# Диктофон

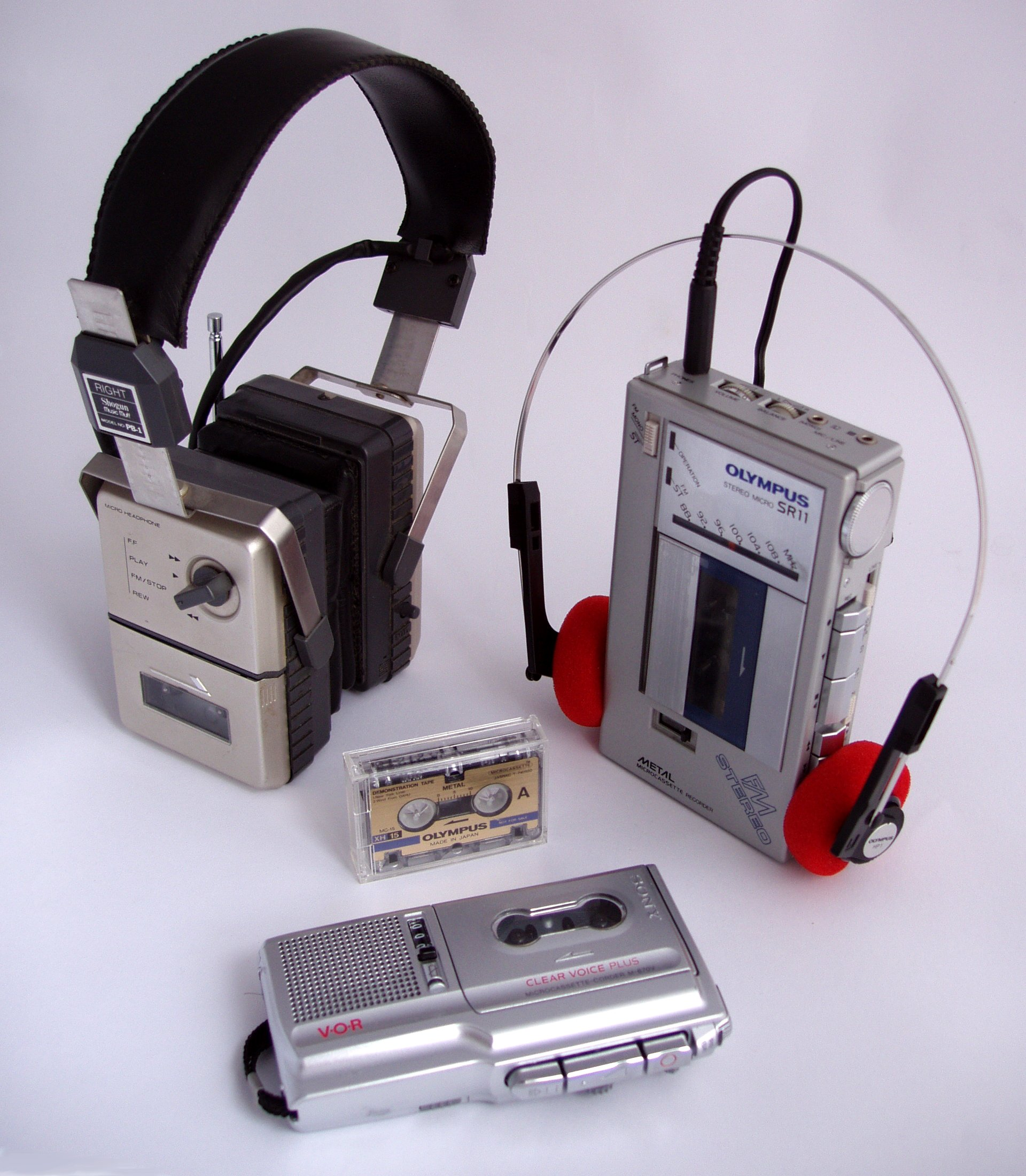
Варіації кишенькових диктофонів

Диктофон (англ. dictation machine, нім. diktiergerät, фр. dictaphone, ісп. dictáfono) — пристрій для запису, або для запису і відтворення усного мовлення з метою його подальшого прослуховування і транскрибування. На відміну від переносних репортерських магнітофонів, призначених для якісного запису поза студією, диктофони використовують у випадках, коли необхідно записувати промову впродовж тривалого часу без особливих вимог до якості запису — на лекціях і виступах, для фіксації телефонних розмов і диспетчерських переговорів абощо.
Назва «диктофон» походить від назви американської компанії та одночасно торгової марки «Dictaphone». З плином часу торгова марка перетворилася на загальновживану.

## Історія
Александер Грем Белл та два його асистента взяли станіольний фонограф Едісона та змінили його так щоб він міг відтворювати звук з воску замість станіолі. Вони розпочали працювати над пристроєм в 1879 році та продовжували до 1886 року, коли отримали патент.